# St. Andreas (Niederkappel)

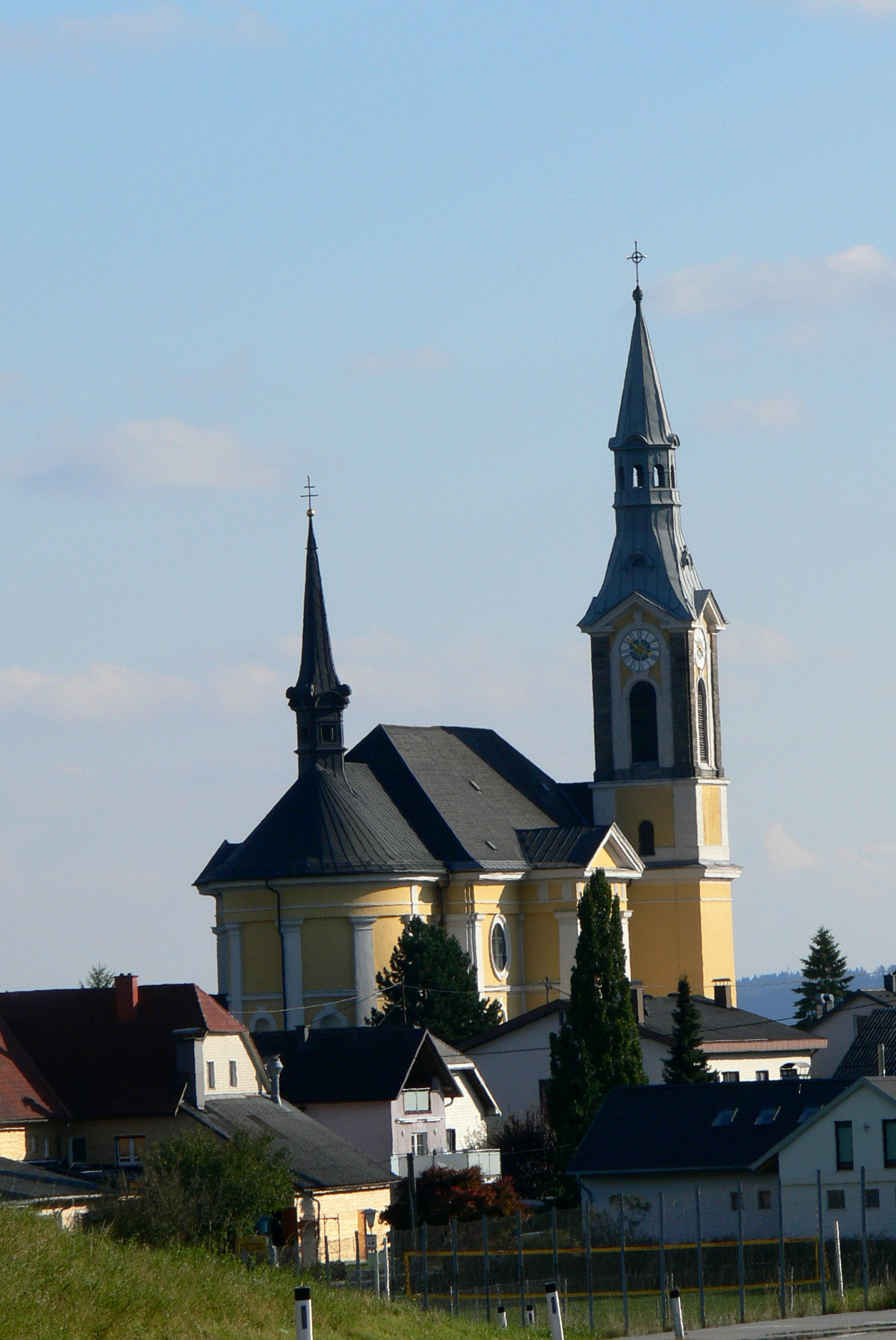
Pfarrkirche Niederkappel, „Mühlviertler Dom“

Die Pfarrkirche St. Andreas, auch als Mühlviertler Dom bezeichnet, steht in der Gemeinde Niederkappel im oberen Mühlviertel in Oberösterreich. Die römisch-katholische Pfarrkirche Hl. Andreas gehört zum Dekanat Sarleinsbach in der Diözese Linz. Die Kirche steht unter Denkmalschutz.

## Geschichte
Da die aus dem 15. Jahrhundert stammende gotische Kirche im 19. Jahrhundert zu klein geworden war, wurde der Ruf nach einer Vergrößerung laut. Unter der Ägide von Bischof Franz Joseph Rudigier wurde ein Fonds zur Vergrößerung der Kirche eingerichtet.
Der Um- und Neubau der Kirche erfolgte in den Jahren 1890 bis 1895 nach Plänen des bedeutenden oberösterreichischen Architekten Raimund Jeblinger. 1895 wurde die Kirche von Bischof Franz Maria Doppelbauer geweiht. Der mächtige Turm wurde jedoch erst 1907 fertiggestellt. Die Orgel baute 1912 Johann Lachmayr mit 20 Registern.
Aufgrund der für diese Region ungewöhnlichen Größe und Imposantheit des höchsten Bauwerks des Mühlviertels wird die Kirche „Mühlviertler Dom“ genannt.